# Ganzorigiin Mandakhnaran
Ganzorigiin Mandakhnaran (en mongol : Ганзоригийн Мандахнаран, né le 11 mai 1986 dans la province de Töv) est un lutteur mongol, spécialiste de lutte gréco-romaine.

Il remporte la médaille d’argent lors des Championnats d’Asie 2018. 